# Marc Lagrange

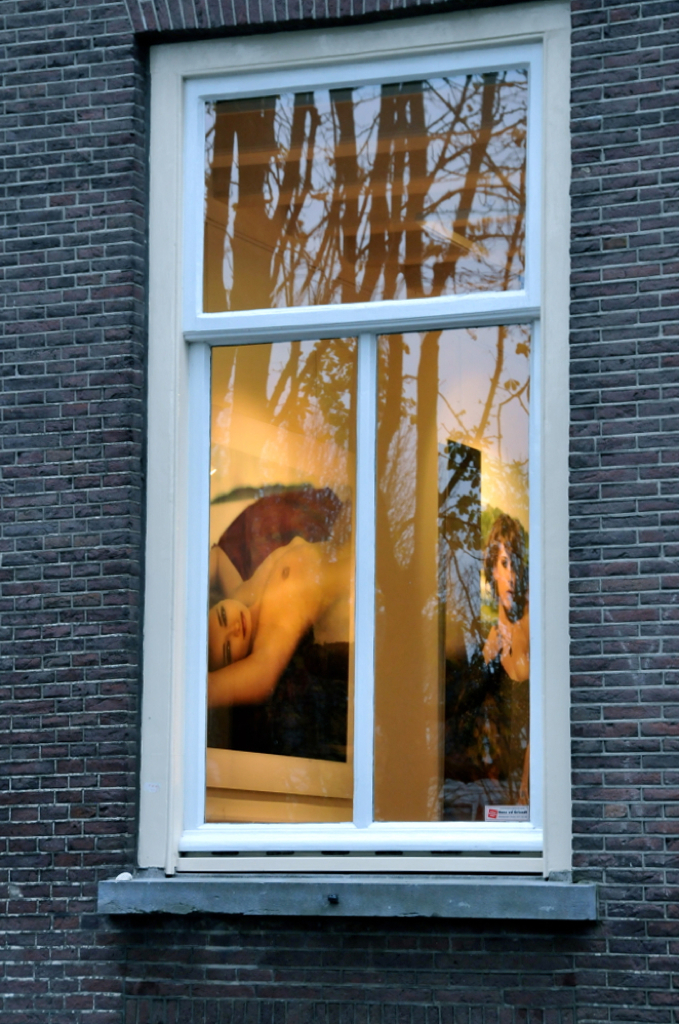
Mark Lagrange in Galerie Mark Peet Visser

Marc Lagrange (Kinshasa, 1957 – Tenerife, 25 december 2015) was een Belgische kunstfotograaf, die vooral bekend is om zijn naaktcomposities.

## Biografie
Sinds 2008 gebruikte hij naast fotografie ook videomateriaal. 
Vanaf 2012 koos Lagrange resoluut voor het buitenland en kreeg hij internationale erkenning. In de daarop volgende drie jaar was zijn werk te zien op meer dan 70 verschillende tentoonstellingen wereldwijd. 
Tijdens een reis op Tenerife op 25 december 2015 had hij met zijn gezin een golfkar-ongeluk waarbij hij overleed. 
Hij woonde samen met zijn vriendin en heeft drie zonen.

### Selectie fotografie en video
- 2012 ·  MEGEVE (tentoonstelling), Megeve
- 2012 ·  Delvaux (fotografie)
- 2012 ·  Extra Large Marc Lagrange show (tentoonstelling), Graz
- 2012 ·  Liesa Van der Aa voor Louisa’s Bolero (video)
- 2012 ·  Art Platform Los Angeles (tentoonstelling) Los Angeles
- 2013 ·  Art Fair Cologne (tentoonstelling) Keulen
- 2013 ·  Eurantica 2013 (tentoonstelling) Brussel
- 2014 ·  ART UP (tentoonstelling) Euralille
- 2014 ·  LXRY Fair (tentoonstelling) Amsterdam
- 2014 ·  AFFORDABLE ART FAIR (tentoonstelling) Wanchai, Hongkong
- 2014 ·  Art Miami (tentoonstelling) Miami
- 2015 ·  Solo en groepsexpo (tentoonstelling) Königswinter
- 2015 ·  ETEFAF Art Fair (tentoonstelling), Maastricht
- 2015 ·  Senza Parole (project in Antwerpse Handelsbeurs).

### Boeken
- 2008 · Lust
- 2009 · Polarized by Ludion
- 2009 · Marc Lagrange 20 by Lido
- 2012 · XXML 20 years Marc Lagrange
- 2013 · Diamonds and Pearls, in 80 landen uitgegeven.
- 2014 · Hotel Maritime – Room 58, een "limited edition" van 300 exemplaren
- 2015 · Senza Parole
- 2015 · Chateau  Lagrange